# Août 1936

## Événements
- Une petite mission britannique menée par Basil Gould est établie à Lhassa avec l’accord du gouvernement tibétain.
- Mémoire secret d’Hitler sur le plan de quatre ans, qui fixe les objectifs confiés à Göring : armée opérationnelle, économie capable de faire face à la guerre.
- Engagement de l’escadrille España, organisée par André Malraux.

- 1er août : 
  - Réforme constitutionnelle menée par le président Alfonso López Pumarejo en Colombie. Le parti communiste colombien décide de soutenir les libéraux au pouvoir.
  - Ouverture des Jeux olympiques de Berlin.
  - Le gouvernement de Léon Blum autorise l’envoi d’avions aux républicains mais lance un appel aux autres puissances pour établir des « règles communes de non-intervention » en Espagne à la suite des pressions de Londres.
- 3 août, France : création du billet de congé populaire annuel, présenté par Léo Lagrange, sous-secrétaire d'État aux Sports et à l'organisation des Loisirs.
- 4 août : « Régime du 4-Août »; le général Ioánnis Metaxás suspend la constitution et prend des pouvoirs dictatoriaux en Grèce (fin en 1941).
- 7 août, France : loi sur la nationalisation de l’industrie aéronautique.
- 8 août : 
  - la France ferme ses frontières avec l'Espagne.
  - Le pilote français André Japy relie Moscou et Paris en 9 heures et 50 minutes sans escale.
- 8 - 15 aout : le 28e congrès mondial d’espéranto a lieu à Vienne.
- 9 août : France : loi portant à 14 ans l'âge de la scolarité obligatoire[1].
- 10 août : prise de Mérida par les troupes du général Juan Yagüe.
- 11 août :
  - France : loi sur la nationalisation des industries d'armement.
  - Nationalisation d'une partie de l'industrie aéronautique française.
- 15 août :
  - France : loi instituant l’Office national interprofessionnel du blé (actuel Office national interprofessionnel des grandes cultures) avec pour première mission de stabiliser les cours.
  - Grand Prix automobile de Pescara.
- 18 août : 
  - le Farman Ville de Montevideo améliore le record de traversée de l'Atlantique Sud entre Natal et Dakar : 14 heures et 40 minutes.
  - naissance de l'acteur et réalisateur Robert Redford

- 19 - 24 août : premier « procès de Moscou », procès du « Centre terroriste trotskyste-zinovieviste ». Les 16 inculpés, dont Zinoviev et Kamenev, accusés de comploter avec l’Allemagne et le Japon, sont exécutés le 25 août.
- 23 août : Grand Prix automobile de Suisse.
- 24 août : le paquebot britannique Queen Mary obtient le Ruban bleu après avoir traversé l’Atlantique en trois jours.
- 25 août : le Plan I de modernisation de l'Armée de l'Air française est approuvé.
- 26 août : 
  - Maurice Duplessis (U.N.) devient Premier ministre du Québec jusqu'en novembre 1939. Le gouvernement de Duplessis adopte la Loi des pensions de vieillesse.
  - traité de Londres entre le Royaume-Uni et l'Égypte. Il prévoit une alliance perpétuelle entre les deux pays comprenant une coopération en matière de politique étrangère et des facilités en cas de guerre (ports, aérodromes, voies de communication). Les effectifs de l’armée égyptienne ne sont plus limités mais les instructeurs restent exclusivement britanniques. Une garnison britannique est stationnée dans la zone du canal de Suez pour vingt ans. Pour la question du Soudan, le traité propose le retour à un condominium britanno-égyptien. Les Capitulations seront abrogées progressivement et l’Égypte sera admise à la SDN.
- 27 août : premier vol du Potez 544.
- 28 août : 
  - France : loi sur l'allocation chômage.
  - France : vote de 20 milliards de francs de budget pour une politique de grands travaux.
  - Pacte de non-intervention en Espagne signé par la France, le Royaume-Uni, l’Allemagne et l’Italie, qui ne le respectent pas.
- 30 août : lancement de la mise en chantier de 38 nouveaux bâtiments de guerre au Royaume-Uni.

## Naissances
- 2 août : André Gagnon, compositeur et pianiste québécois.
- 5 août : John Saxon, acteur américain († 25 juillet 2020).
- 6 août : Ahmed Fassi Fihri, haut fonctionnaire marocain.
- 10 août : Chuck Israels, contrebassiste de jazz américain.
- 18 août : Robert Redford, acteur américain.
- 19 août : Gianfranco D'Angelo, acteur italien († 15 août 2021).
- 24 août : Antonio María Rouco Varela, cardinal espagnol, archevêque de Madrid.
- 27 août : Philippe Labro, journaliste, écrivain, réalisateur, homme de médias et parolier français († 4 juin 2025).
- 31 août : Otelo Saraiva de Carvalho, homme politique portugais († 25 juillet 2021).

## Décès
- 2 août : Louis Blériot, constructeur d'avions et pilote français (° 1er juillet 1872).
- 3 août : Fulgence Bienvenüe, père du métropolitain (° 3 août 1936).
- 6 août : Ramón Acín Aquilué, peintre, sculpteur et écrivain espagnol (° 30 août 1888).
- 19 août : Federico García Lorca, poète et dramaturge espagnol (° 5 juin 1898).
- 22 août : José María Hinojosa, poète, éditeur et avocat espagnol (° 17 septembre 1904).